# Nekrolog 4. Quartal 1999
Nekrolog
◄◄
| ◄
| 1995
| 1996
| 1997
| 1998
| 1999 | 2000 | 2001 | 2002 | 2003 | ► | ►►
1. Quartal |
2. Quartal |
3. Quartal |
4. Quartal 1999
Weitere Ereignisse | Allgemeiner Nekrolog 1999
Die Beschreibung der verstorbenen Person sollte so kurz wie möglich gehalten sein und nur deren signifikante Tätigkeit(en) enthalten.
Neue Namen ggf. auch unter dem Geburts- und Sterbedatum, also etwa unter 1. Januar und im Geburts- und Sterbejahr (2024) eintragen (nur bei entsprechender großer Wichtigkeit). Für Beispiele siehe die schon vorhandenen Artikel.
Außerdem über die fünf zuletzt Verstorbenen, zu denen es einen ausreichend guten Artikel für eine Präsentation auf der Hauptseite gibt, nach der todesbedingten Überarbeitung der Artikel ggf. auch unter Wikipedia Diskussion:Hauptseite informieren und sie am besten auch in den anderen Wikipedia-Sprachversionen eintragen. Tipp: Regelmäßig bei news.google.de nach „ist tot“, „gestorben“ oder „verstorben“ suchen.
Wenn eine Person gestorben ist, gibt es viele Seiten zu dieser Person in der Wikipedia, die davon auch betroffen sind und entsprechend aktualisiert werden müssen. Beispiele: Namenübersichtsseite, Geburtsjahr, Geburtsort-Seiten und viele mehr.
Wie finde ich die betroffenen Seiten?
Im Suchfeld auf der linken Seite gibt man den Suchbegriff so ein: „Vorname Nachname“. Dann klickt man auf Volltext und alle Seiten mit entsprechendem Suchtext werden aufgerufen. Hier sieht man dann schnell, wo auch das Todesjahr Sinn macht oder sogar ein Teil des Artikels angepasst werden muss. Auch hilft das „Werkzeug“ auf der linken Seite sehr gut, um solche Seiten aufzufinden: „Links auf diese Seite“. Somit ist die Wikipedia wieder aktuell in allen Bereichen! Hinweis: bei Eintragung der Kategorie „Gestorben JAHR“ wird der Missbrauchsfilter 49 ausgelöst, was jedoch nicht schlimm ist. Siehe: Spezial:Missbrauchsfilter/49
Dies ist eine Liste von im vierten Quartal 1999 verstorbenen bekannten Persönlichkeiten. Die Einträge erfolgen innerhalb der einzelnen Daten alphabetisch sortiert. Tiere sind im Nekrolog für Tiere zu finden.

## November
| Tag          | Name                                       | Beruf, bekannt als                                                                             | Alter | Beleg |
| ------------ | ------------------------------------------ | ---------------------------------------------------------------------------------------------- | ----- | ----- |
| 1. November  | Erwin Bugert                               | deutscher Politiker (SPD), MdL                                                                 | 79    |       |
| 1. November  | Chiaki Minoru                              | japanischer Schauspieler                                                                       | 82    |       |
| 1. November  | Bhekimpi Dlamini                           | swasiländischer Politiker, Premierminister von Swasiland                                       | 74    |       |
| 1. November  | Theodore Alvin Hall                        | US-amerikanischer Spion                                                                        | 74    |       |
| 1. November  | Thomas Jukes                               | britisch-amerikanischer Biologe                                                                | 93    |       |
| 1. November  | Hans-Peter Koepchen                        | deutscher Tourenwagenpilot und BMW-Tuner                                                       | 60    |       |
| 1. November  | Walter Payton                              | US-amerikanischer American-Football-Spieler                                                    | 45    |       |
| 1. November  | Martin Peyerl                              | deutscher Amokläufer                                                                           | 16    |       |
| 1. November  | Hugo Ruf                                   | deutscher Cembalist und Musikprofessor                                                         | 74    |       |
| 1. November  | Abraham Shulman                            | polnisch-US-amerikanischer Journalist und Autor                                                | 86    |       |
| 1. November  | Erich Zimmerlin                            | Schweizer Politiker (FDP)                                                                      | 90    |       |
| 2. November  | Milan Antal                                | slowakischer Astronom                                                                          | 64    |       |
| 2. November  | Jackie Davis                               | US-amerikanischer Jazzorganist                                                                 | 78    |       |
| 2. November  | Gerhard Könitzer                           | deutscher Erfinder und Unternehmer                                                             | 81    |       |
| 2. November  | Demetrio Basilio Lakas                     | 35. Staatspräsident von Panama                                                                 | 74    |       |
| 2. November  | Orestes Santiago Nuti Sanguinetti          | uruguayischer Ordensgeistlicher, Bischof von Canelones                                         | 80    |       |
| 2. November  | Jan van Paradijs                           | niederländischer Astrophysiker                                                                 | 53    |       |
| 2. November  | Hans-Joachim Preil                         | deutscher Theaterautor, Regisseur und Komiker                                                  | 76    |       |
| 2. November  | Hardie Scott                               | US-amerikanischer Politiker                                                                    | 92    |       |
| 2. November  | Klaus Staemmler                            | deutscher Autor und Übersetzer                                                                 | 78    |       |
| 2. November  | Lothar Turowski                            | deutscher Verwaltungsjurist                                                                    | 92    |       |
| 2. November  | Richard Voliva                             | US-amerikanischer Ringer und Trainer                                                           | 87    |       |
| 3. November  | Ian Bannen                                 | schottischer Film- und Theaterschauspieler                                                     | 71    |       |
| 3. November  | William J. Brown                           | US-amerikanischer Jurist und Politiker                                                         | 59    |       |
| 3. November  | Firmin Courtemanche                        | kanadischer Ordensgeistlicher, Bischof von Chipata                                             | 86    |       |
| 3. November  | Günter Pernhaupt                           | österreichischer Mediziner und Psychotherapeut                                                 | 63    |       |
| 3. November  | Arrigo Pola                                | italienischer Tenor und Gesangspädagoge                                                        | 80    |       |
| 3. November  | Kvetoslav R. Spurny                        | tschechoslowakischer Aerosolforscher                                                           | 76    |       |
| 4. November  | Engelbert Bach                             | deutscher Mundartdichter                                                                       | 70    |       |
| 4. November  | Daisy Bates                                | US-amerikanische Journalistin und Bürgerrechtlerin                                             |       |       |
| 4. November  | Alvin Coox                                 | US-amerikanischer Militärhistoriker                                                            | 75    |       |
| 4. November  | Zvi Griliches                              | US-amerikanischer Ökonom                                                                       | 69    |       |
| 4. November  | Josef Lorch                                | deutscher Maler, Heimatpfleger und Restaurator                                                 | 70    |       |
| 4. November  | Malcolm Marshall                           | barbadischer Cricketspieler                                                                    | 41    |       |
| 4. November  | Cornel Popa                                | rumänischer Fußballspieler und -trainer                                                        | 64    |       |
| 04. November | Maybelle Reichardt                         | US-amerikanische Leichtathletin                                                                | 92    |       |
| 4. November  | Hilde Seipp                                | deutsche Bühnen- und Filmschauspielerin und Sängerin                                           | 90    |       |
| 4. November  | Henri Van Kerckhove                        | belgischer Radrennfahrer                                                                       | 73    |       |
| 5. November  | James Goldstone                            | US-amerikanischer Filmregisseur, Filmproduzent und Drehbuchautor                               | 68    |       |
| 5. November  | Noureddin Kianouri                         | iranischer Politiker, Generalsekretär der kommunistischen Tudeh-Partei                         |       |       |
| 5. November  | Michael Montague, Baron Montague of Oxford | britischer Geschäftsmann, Unternehmer und Politiker (Labour Party)                             | 67    |       |
| 5. November  | Colin Rowe                                 | britischer Architekt, Autor und Hochschullehrer                                                | 79    |       |
| 6. November  | Sleim Ammar                                | tunesisch Psychiater und Schriftsteller                                                        | 72    |       |
| 6. November  | Leif Bergson                               | schwedischer Klassischer Philologe                                                             | 71    |       |
| 6. November  | Medea Dsidsiguri                           | georgische Volkskünstlerin und Sängerin                                                        | 57    |       |
| 6. November  | Marie Luise von Hammerstein                | deutsche Rechtsanwältin, Anhängerin der KPD und Mitarbeiterin von deren Nachrichtendienst      | 91    |       |
| 6. November  | George V. Higgins                          | US-amerikanischer Schriftsteller, Anwalt und Hochschullehrer                                   | 59    |       |
| 6. November  | Rudolf Karwetzky                           | deutscher Zahnmediziner und Kieferorthopäde                                                    | 76    |       |
| 6. November  | Hermann Kunst                              | deutscher evangelischer Militärbischof                                                         | 92    |       |
| 6. November  | Alfred Mitterhofer                         | österreichischer Organist, Cembalist und Komponist                                             | 59    |       |
| 6. November  | Luis Moure-Mariño                          | spanischer Schriftsteller                                                                      | 86    |       |
| 7. November  | Hans G. Furth                              | US-amerikanischer Psychologe                                                                   | 78    |       |
| 7. November  | Kitty Kuse                                 | deutsche Aktivistin lesbischer Emanzipation                                                    | 95    |       |
| 7. November  | Primo Nebiolo                              | italienischer Sportfunktionär                                                                  | 76    |       |
| 7. November  | Paul Ziessler                              | deutscher Politiker                                                                            | 90    |       |
| 8. November  | Lester Bowie                               | US-amerikanischer Jazztrompeter, -Bandleader und -Komponist                                    | 58    |       |
| 8. November  | José María Caffarel                        | spanischer Schauspieler                                                                        | 79    |       |
| 8. November  | Alfons Kempf                               | deutscher Weihbischof in Würzburg                                                              | 87    |       |
| 8. November  | Juri Wassiljewitsch Malyschew              | sowjetischer Kosmonaut, Pilot                                                                  | 58    |       |
| 8. November  | Harry Riebauer                             | deutscher Schauspieler                                                                         | 78    |       |
| 8. November  | Leon Štukelj                               | jugoslawischer Turner                                                                          | 100   |       |
| 9. November  | Herb Abramson                              | US-amerikanischer R&B-Produzent                                                                | 82    |       |
| 9. November  | José de Jesús Aguilera Rodríguez           | mexikanischer Geistlicher, Bischof von Huajuapan de León                                       | 68    |       |
| 9. November  | Claude Ballot-Léna                         | französischer Automobilrennfahrer                                                              | 63    |       |
| 9. November  | Adalbert Schmidt                           | österreichischer Germanist und Hochschullehrer                                                 | 93    |       |
| 9. November  | Joseph Sibomana                            | ruandischer Geistlicher, Bischof von Kibungo                                                   | 84    |       |
| 9. November  | Ernst Sutter                               | Schweizer Ornithologe                                                                          | 85    |       |
| 9. November  | Marjorie Van Ryn                           | US-amerikanische Tennisspielerin                                                               | 91    |       |
| 9. November  | Yagi Yoshinori                             | japanischer Schriftsteller                                                                     | 88    |       |
| 10. November | Stasys Antanas Bačkis                      | litauischer Diplomat und Jurist                                                                | 93    |       |
| 10. November | Simon Belasco                              | US-amerikanischer Fremdsprachendidaktiker, Romanist und Phonetiker                             | 80    |       |
| 10. November | Felix Galimir                              | US-amerikanischer Violinist österreichischer Herkunft                                          | 89    |       |
| 10. November | Gerhard Heuer                              | deutscher Steuerjurist                                                                         | 90    |       |
| 10. November | Robert Kramer                              | US-amerikanischer Dokumentarfilmer, Schauspieler und Drehbuchautor                             | 60    |       |
| 10. November | Carl Heinz Ratschow                        | deutscher Theologe und Religionsphilosoph                                                      | 88    |       |
| 10. November | Gerhard Ruhbach                            | deutscher Theologe und Kirchengeschichtler                                                     | 66    |       |
| 10. November | Züleyxa Seyidməmmədova                     | aserbaidschanische Pilotin                                                                     | 80    |       |
| 11. November | Mary Kay Bergman                           | US-amerikanische Synchronsprecherin mit kleinen Schauspielrollen                               | 38    |       |
| 19. November | Jean Caugant                               | französischer Radrennfahrer                                                                    | 88    |       |
| 11. November | Maurice Dugowson                           | französischer Filmregisseur, Dokumentarfilmer und Drehbuchautor                                | 61    |       |
| 11. November | Vivian Fuchs                               | britischer Geologe und Polarforscher                                                           | 91    |       |
| 11. November | Gabriel Gonsum Ganaka                      | nigerianischer Geistlicher, Erzbischof von Jos                                                 | 62    |       |
| 11. November | Little Miss Cornshucks                     | US-amerikanische Jazz- und R&B-Sängerin und Songwriterin                                       | 76    |       |
| 11. November | Lodewijk Prins                             | niederländischer Schachspieler und Schachjournalist                                            | 86    |       |
| 11. November | Herbert Stass                              | deutscher Schauspieler und Synchronsprecher                                                    | 80    |       |
| 11. November | Georg Steinbrenner                         | deutscher Verwaltungsjurist und Kommunalpolitiker                                              | 88    |       |
| 11. November | Jacobo Timerman                            | argentinischer Verleger, Journalist und Autor                                                  | 76    |       |
| 11. November | Hans-Georg Wenzel                          | deutscher Geodät, Geophysiker und Hochschullehrer                                              | 54    |       |
| 12. November | Engelbert Haider                           | österreichischer und deutscher Skirennläufer                                                   | 77    |       |
| 12. November | Eduard Christoph Heinisch                  | österreichischer Lyriker, Prosa-Autor, Satiriker und Journalist                                | 68    |       |
| 12. November | Konrad Petzold                             | deutscher Filmregisseur                                                                        | 69    |       |
| 13. November | John Benson Brooks                         | US-amerikanischer Jazzpianist und Komponist                                                    | 82    |       |
| 13. November | Karitas Hensel                             | deutsche Lehrerin und Politikerin (Die Grünen), MdB                                            | 53    |       |
| 13. November | Ellinor von Puttkamer                      | deutsche Diplomatin und Historikerin                                                           | 89    |       |
| 13. November | Ludwig Martin Rampfl                       | deutscher Maler und Bildhauer                                                                  | 86    |       |
| 13. November | Otto Roche                                 | deutscher Gymnasiallehrer                                                                      | 70    |       |
| 13. November | John Paul Stapp                            | US-amerikanischer Unfallforscher                                                               | 89    |       |
| 14. November | Rut Bryk                                   | finnische Keramikerin                                                                          | 83    |       |
| 14. November | Josef Doerr                                | deutscher Maler und Organist                                                                   | 85    |       |
| 14. November | William J. Gedney                          | US-amerikanischer Linguist                                                                     | 84    |       |
| 14. November | Hans Herbert Götz                          | deutscher Wirtschaftsjournalist und -publizist                                                 | 78    |       |
| 14. November | Erich Hornsmann                            | deutscher Jurist, Sachbuchautor und Umweltschutzaktivist                                       | 89    |       |
| 14. November | Bert Jacobs                                | niederländischer Fußballspieler und -trainer                                                   | 58    |       |
| 14. November | Minna Keal                                 | britische Komponistin                                                                          | 90    |       |
| 14. November | Benjamin Isadore Schwartz                  | amerikanischer Politikwissenschaftler und Sinologe                                             | 82    |       |
| 14. November | György Sebők                               | ungarischer Pianist und Klavierpädagoge                                                        | 77    |       |
| 14. November | Peter Wildeblood                           | britisch-kanadischer Autor, Journalist und Fernsehproduzent                                    | 76    |       |
| 14. November | Hans Winter                                | deutscher Maschinenbauingenieur und Hochschullehrer                                            | 78    |       |
| 15. November | Fikri Elma                                 | türkischer Fußballspieler                                                                      | 65    |       |
| 15. November | Rouhollah Emami                            | iranischer Filmeditor und Regisseur                                                            | 58    |       |
| 15. November | Lucien Jasseron                            | französischer Fußballspieler und -trainer                                                      | 85    |       |
| 15. November | Harry Llewellyn                            | britischer Springreiter und Olympiasieger                                                      | 88    |       |
| 15. November | Giovanni Pintori                           | italienischer Grafiker und Designer                                                            |       |       |
| 15. November | Harold Edwin Umbarger                      | US-amerikanischer Biochemiker                                                                  | 78    |       |
| 16. November | Pavel Bojar                                | tschechischer Schriftsteller und Übersetzer                                                    | 80    |       |
| 16. November | Karl Feuerstein                            | deutscher Gewerkschafter                                                                       | 59    |       |
| 16. November | Daniel Nathans                             | US-amerikanischer Mikrobiologe und Biochemiker                                                 | 71    |       |
| 16. November | Hermann Wagner                             | deutscher Schauspieler und Synchronsprecher                                                    | 86    |       |
| 16. November | Hilde Wagner-Ascher                        | österreichische Malerin, Designerin und Textilkünstlerin                                       | 98    |       |
| 17. November | Waldemar Dege                              | deutscher Lyriker, Autor und Übersetzer                                                        | 65    |       |
| 17. November | Walter Gerteis                             | deutscher Bildhauer                                                                            | 78    |       |
| 17. November | Blind Joe Hill                             | US-amerikanischer Bluessänger, -gitarrist und -mundharmonikaspieler                            | 68    |       |
| 17. November | Hans Hilsdorf                              | deutscher Dirigent                                                                             | 69    |       |
| 17. November | Karl Kuhlisch                              | deutscher Politiker                                                                            | 80    |       |
| 17. November | Lea Lublin                                 | argentinisch-französische Künstlerin                                                           | 70    |       |
| 17. November | Evelyn Macleod, Baroness Macleod of Borve  | britische Politikerin (Conservative Party)                                                     | 84    |       |
| 17. November | Ernst Schröder                             | deutscher Historiker, Archivar und Bibliothekar                                                | 92    |       |
| 17. November | Frank Smith                                | US-amerikanischer Jazzmusiker (Piano)                                                          | 67    |       |
| 17. November | Jan Smudek                                 | tschechischer Widerstandskämpfer                                                               | 84    |       |
| 17. November | Dieter Helmut Stolz                        | deutscher Kulturreferent und Landeshistoriker                                                  | 83    |       |
| 17. November | Enrique Urquijo                            | spanischer Sänger und Komponist                                                                | 39    |       |
| 18. November | Jewgeni Wladimirowitsch Beloscheikin       | russischer Eishockeytorwart                                                                    | 33    |       |
| 18. November | Paul Bowles                                | US-amerikanischer Schriftsteller und Komponist                                                 | 88    |       |
| 18. November | Iwan Timofejewitsch Frolow                 | russischer Philosoph, Journalist und Politiker (KPdSU)                                         | 70    |       |
| 18. November | Max Herrmann                               | deutscher Maler und Keramiker                                                                  | 91    |       |
| 18. November | Heinrich von Hessen-Kassel                 | deutscher Maler und Bühnenbildner                                                              | 72    |       |
| 18. November | Allan Lamport                              | kanadischer Politiker                                                                          | 96    |       |
| 18. November | Doug Sahm                                  | US-amerikanischer Tex-Mex-Musiker                                                              | 58    |       |
| 18. November | Albin Schaedel                             | deutscher Glaskünstler                                                                         | 94    |       |
| 18. November | Gladys Yang                                | britische Übersetzerin chinesischer Literatur                                                  | 80    |       |
| 19. November | Smokey Joe Baugh                           | US-amerikanischer Rockabilly-Musiker und Pianist                                               | 67    |       |
| 19. November | Miguel Ángel Cornero                       | argentinischer Fußballspieler                                                                  | 47    |       |
| 19. November | Horst P. Horst                             | deutsch-amerikanischer Fotograf                                                                | 93    |       |
| 19. November | Alexander Liberman                         | US-amerikanischer Bildhauer                                                                    | 87    |       |
| 19. November | Max Worthley                               | australischer Sänger und Gesangspädagoge                                                       | 86    |       |
| 20. November | Peter Blauth                               | deutscher Jurist, Richter am deutschen Bundesgerichtshof                                       | 62    |       |
| 20. November | Erich Dittmann                             | deutscher Grafiker und Maler                                                                   | 83    |       |
| 20. November | Amintore Fanfani                           | italienischer Politiker, Mitglied der Camera dei deputati                                      | 91    |       |
| 20. November | Ludwig Hamm                                | deutscher Jurist und Politiker (FDP), MdB                                                      | 77    |       |
| 20. November | Emil Schöpflin                             | deutscher Radrennfahrer                                                                        | 89    |       |
| 20. November | Karl-Heinz Sendbühler                      | deutscher Politiker (NPD)                                                                      | 42    |       |
| 21. November | Quentin Crisp                              | britischer Exzentriker, Autor und Entertainer                                                  | 90    |       |
| 21. November | Serge Lang                                 | französischer Sportjournalist                                                                  | 79    |       |
| 21. November | Gilberte Martin                            | kanadische Pianistin und Musikpädagogin                                                        | 89    |       |
| 22. November | Heinz Bayer                                | deutscher Politiker (SPD)                                                                      | 73    |       |
| 22. November | Ibrahim Böhme                              | deutscher Politiker (SdP, SPD), MdV                                                            | 55    |       |
| 22. November | Flávio Costa                               | brasilianischer Fußballspieler und -trainer                                                    | 93    |       |
| 22. November | Moira Dunbar                               | schottisch-kanadische Glaziologin                                                              | 81    |       |
| 22. November | Efim Etkind                                | russischer Literaturwissenschaftler                                                            | 81    |       |
| 22. November | Zoia Korvin-Krukovsky                      | schwedische Künstlerin                                                                         | 96    |       |
| 22. November | Kurt Wüster                                | deutscher Politiker (SPD), MdB                                                                 | 74    |       |
| 23. November | Habib Bacha                                | libanesischer Geistlicher, Erzbischof von Beirut und Jbeil                                     | 68    |       |
| 23. November | Giulio Cisco                               | italienischer Journalist und Schriftsteller                                                    | 78    |       |
| 23. November | Mícheál Cranitch                           | irischer Politiker                                                                             | 86    |       |
| 23. November | Patrick Palmer                             | britischer General                                                                             | 66    |       |
| 23. November | Viktor Priess                              | deutscher Kommunist, Komintern- und GRU-Funktionär und Spanienkämpfer                          | 91    |       |
| 23. November | Ferdinand Strobel                          | Schweizer Jesuit und Kirchenhistoriker                                                         | 91    |       |
| 24. November | Gregor Höll                                | österreichischer Wintersportler                                                                | 88    |       |
| 24. November | Gerda Laufer                               | deutsche Politikerin (SPD), MdL Bayern                                                         | 89    |       |
| 24. November | Christian Pedersen                         | dänischer Radsportler                                                                          | 79    |       |
| 24. November | Ambrose Rayappan                           | indischer Geistlicher, Erzbischof von Pondicherry und Cuddalore                                | 98    |       |
| 24. November | Heinz Sponsel                              | deutscher Schriftsteller                                                                       | 86    |       |
| 24. November | Margarete Wiggen                           | deutsche Künstlerin, Bildhauerin                                                               | 76    |       |
| 25. November | Didier Anzieu                              | französischer Psychoanalytiker                                                                 | 76    |       |
| 25. November | Oddvar Berrefjord                          | norwegischer Politiker (Arbeiderpartiet), Minister und Fylkesmann                              | 81    |       |
| 25. November | Pierre Bézier                              | französischer Ingenieur                                                                        | 89    |       |
| 25. November | Alexandre Cioranescu                       | rumänischer Autor, Romanist, Komparatist und Historiker mit französischer Staatsangehörigkeit  | 88    |       |
| 25. November | Reimut Jochimsen                           | deutscher Volkswirt und Politiker (SPD)                                                        | 66    |       |
| 25. November | Vera Kálmán                                | russische Filmschauspielerin und Autorin                                                       |       |       |
| 25. November | Dumisani Maraire                           | simbabwischer Musiker, Komponist und Hochschullehrer                                           | 56    |       |
| 25. November | Matéo Maximoff                             | französischer Schriftsteller                                                                   |       |       |
| 25. November | Gordon Wren                                | US-amerikanischer Skispringer, Skilangläufer, Nordischer Kombinierer und Alpiner Skirennläufer | 80    |       |
| 26. November | Angelika Hurwicz                           | deutsche Theaterschauspielerin                                                                 | 77    |       |
| 26. November | Clifford Jarvis                            | US-amerikanischer Jazz-Schlagzeuger                                                            | 58    |       |
| 26. November | John L. Kelley                             | US-amerikanischer Mathematiker                                                                 | 82    |       |
| 26. November | Paul Kozlicek                              | österreichischer Fußballspieler                                                                | 62    |       |
| 26. November | Ashley Montagu                             | britisch-amerikanischer Anthropologe                                                           | 94    |       |
| 26. November | Thomas Edward Rogers                       | britischer Botschafter                                                                         | 86    |       |
| 26. November | Willy Rosenau                              | deutscher Opernsänger und Rundfunkbariton                                                      | 84    |       |
| 27. November | Charlotte Blensdorf                        | deutsche Rhythmikerin                                                                          | 98    |       |
| 27. November | Harald Bojé                                | deutscher Pianist und Hochschullehrer                                                          | 64    |       |
| 27. November | Arturo Fernández                           | peruanischer Fußballspieler                                                                    | 93    |       |
| 27. November | William Heckscher                          | US-amerikanischer Kunsthistoriker                                                              | 94    |       |
| 27. November | I-Roy                                      | jamaikanischer Reggae-Musiker                                                                  | 55    |       |
| 27. November | Johannes Mertens                           | deutscher Politiker (CDU), MdHB                                                                | 64    |       |
| 27. November | Iwan Grigorjewitsch Pawlowski              | sowjetischer Armeegeneral                                                                      | 90    |       |
| 27. November | Alain Peyrefitte                           | französischer Politiker, Autor und Mitglied der Académie française                             | 74    |       |
| 27. November | Robert F. Shugrue                          | US-amerikanischer Filmeditor                                                                   | 62    |       |
| 27. November | Johnny Walker                              | US-amerikanischer Blues-Pianist und Organist                                                   | 72    |       |
| 28. November | René Bertschy                              | Schweizer Jazzmusiker                                                                          | 87    |       |
| 28. November | Robert Bingham                             | US-amerikanischer Schriftsteller und Journalist                                                | 33    |       |
| 28. November | Peter Karvaš                               | slowakischer Schriftsteller, Dramatiker und Philosoph                                          | 79    |       |
| 28. November | Ursula Kuhn                                | deutsche Schriftstellerin                                                                      | 74    |       |
| 28. November | Bethel Leslie                              | US-amerikanische Schauspielerin                                                                | 70    |       |
| 28. November | Sydney Patterson                           | australischer Bahnradsportler                                                                  | 72    |       |
| 28. November | Hugo Peritz                                | Schweizer Jazz- und Unterhaltungsmusiker (Violine, Tenorsaxophon, Arrangement)                 | 93    |       |
| 29. November | Germán Arciniegas                          | kolumbianischer Politiker, Schriftsteller und Journalist                                       | 98    |       |
| 29. November | John Berry                                 | US-amerikanischer Filmregisseur, Drehbuchautor und Filmproduzent                               | 82    |       |
| 29. November | Valentin Peter Feuerstein                  | deutscher Kunstmaler, Restaurator und Glasmaler                                                | 82    |       |
| 29. November | Josef Fink                                 | österreichischer Theologe und Künstler                                                         | 57    |       |
| 29. November | Herbert Freudenberger                      | deutsch-amerikanischer Psychoanalytiker                                                        | 73    |       |
| 29. November | Wladimir Wassiljewitsch Grigorjew          | russischer Science-Fiction-Autor                                                               | 65    |       |
| 29. November | Kaoru Iwamoto                              | japanischer Go-Spieler                                                                         | 97    |       |
| 29. November | Curtis Knight                              | US-amerikanischer Soulsänger und Songschreiber                                                 | 70    |       |
| 29. November | Georg Kotowski                             | deutscher Politiker (CDU), MdB, MdA                                                            | 79    |       |
| 29. November | Wolf Mendl                                 | britischer Militärsoziologe deutscher Herkunft                                                 | 73    |       |
| 29. November | Heinrich Runkel                            | deutscher Heimatforscher                                                                       | 88    |       |
| 29. November | Sakamaki Kazuo                             | japanischer Marineleutnant                                                                     | 81    |       |
| 29. November | Lewis Hastings Sarett                      | US-amerikanischer Chemiker                                                                     | 81    |       |
| 30. November | Marie Boehlen                              | Schweizer Juristin und Politikerin                                                             | 88    |       |
| 30. November | Don Sugarcane Harris                       | US-amerikanischer Jazz-Violinist                                                               | 61    |       |
| 30. November | Huang Shin-chieh                           | taiwanischer Politiker                                                                         | 71    |       |
| 30. November | Wladimir Jaschtschenko                     | sowjetischer Leichtathlet                                                                      | 40    |       |
| 30. November | Frieder Naschold                           | deutscher Sozialforscher und Politikwissenschaftler                                            | 59    |       |
| 30. November | Jewgeni Petrowitsch Pitowranow             | sowjetischer KGB-Offizier                                                                      | 84    |       |
| 30. November | Claudio Ruffini                            | italienischer Schauspieler                                                                     | 59    |       |
| 30. November | Craig Siebert                              | US-amerikanischer Automobilrennfahrer und Rennstallbesitzer                                    | 49    |       |
| 30. November | Sam Treiman                                | US-amerikanischer Physiker                                                                     | 74    |       |
| 30. November | Ulrich Wildgruber                          | deutscher Schauspieler                                                                         | 62    |       |
| November     | Christian Marschall                        | deutscher Hörfunk- und Synchronsprecher                                                        | 74    |       |

## Dezember
| Tag          | Name                                           | Beruf, bekannt als                                                                                          | Alter | Beleg |
| ------------ | ---------------------------------------------- | --- | ----- | ----- |
| 1. Dezember  | Fritz Fischer                                  | deutscher Historiker                                                                                        | 91    |       |
| 1. Dezember  | Billy Hadnott                                  | US-amerikanischer Jazzmusiker                                                                               | 85    |       |
| 1. Dezember  | Hannes Kilian                                  | deutscher Fotograf                                                                                          | 90    |       |
| 1. Dezember  | Hermann Linse                                  | deutscher Ingenieur und Hochschullehrer                                                                     | 85    |       |
| 2. Dezember  | Charlie Byrd                                   | US-amerikanischer Jazzgitarrist                                                                             | 74    |       |
| 2. Dezember  | Matt Cohen                                     | kanadischer Schriftsteller                                                                                  | 56    |       |
| 2. Dezember  | Giorgio Cristallini                            | italienischer Filmregisseur                                                                                 | 78    |       |
| 2. Dezember  | Daniel Judah Elazar                            | US-amerikanischer Politikwissenschaftler und Hochschullehrer                                                | 65    |       |
| 2. Dezember  | Per Fischer                                    | deutscher Diplomat                                                                                          | 76    |       |
| 2. Dezember  | Hilde le Viseur                                | deutsche Hürdenläuferin                                                                                     | 89    |       |
| 3. Dezember  | Eckart Afheldt                                 | deutscher General                                                                                           | 78    |       |
| 3. Dezember  | Enrique Cadícamo                               | argentinischer Komponist und Schriftsteller                                                                 | 99    |       |
| 3. Dezember  | Leonilde Iotti                                 | italienische Politikerin, Mitglied der Camera dei deputati, MdEP                                            | 79    |       |
| 3. Dezember  | Max Iklé                                       | Schweizer Anwalt, Industrieller und Funktionär                                                              | 96    |       |
| 3. Dezember  | Madeline Kahn                                  | US-amerikanische Schauspielerin                                                                             | 57    |       |
| 3. Dezember  | Boris Dmitrijewitsch Kusnezow                  | russischer Fußballspieler                                                                                   | 71    |       |
| 3. Dezember  | Gérard Legrand                                 | französischer Lyriker des Surrealismus und Filmkritiker                                                     | 72    |       |
| 3. Dezember  | Konrad Merz                                    | deutscher Schriftsteller                                                                                    | 91    |       |
| 3. Dezember  | Heinz J. Rosenberger                           | österreichischer Unternehmer und Gründer der Rosenberger Restaurantkette                                    | 62    |       |
| 3. Dezember  | Edmond Safra                                   | libanesischer Bankier                                                                                       | 68    |       |
| 3. Dezember  | Scatman John                                   | US-amerikanischer Musiker                                                                                   | 57    |       |
| 3. Dezember  | Walter Schleger                                | österreichischer Fußballspieler                                                                             | 70    |       |
| 3. Dezember  | Heinz Werner Schwender                         | deutscher Verwaltungsbeamter                                                                                | 90    |       |
| 3. Dezember  | Raymond Shiner                                 | US-amerikanischer Jazz-, Theater- und Studiomusiker                                                         |       |       |
| 4. Dezember  | Hans Günther Aach                              | deutscher Botaniker                                                                                         | 80    |       |
| 4. Dezember  | Heinrich C. Berann                             | österreichischer Grafiker                                                                                   | 84    |       |
| 4. Dezember  | Slobodan Dimitrijević                          | jugoslawischer Schauspieler                                                                                 | 58    |       |
| 4. Dezember  | Rudolf Katzenberger                            | deutscher Koch                                                                                              | 87    |       |
| 4. Dezember  | August Kimme                                   | deutscher evangelisch-lutherischer Geistlicher, Theologe und Missionsdirektor in Leipzig                    | 87    |       |
| 4. Dezember  | Sue Partridge                                  | britische Tennisspielerin                                                                                   | 69    |       |
| 4. Dezember  | Leighton Durham Reynolds                       | britischer Altphilologe                                                                                     | 69    |       |
| 4. Dezember  | Edward Vesala                                  | finnischer Schlagzeuger und Komponist                                                                       | 54    |       |
| 4. Dezember  | Alick Walker                                   | britischer Paläontologe                                                                                     | 74    |       |
| 5. Dezember  | Ella Büchi                                     | Schweizer Schauspielerin                                                                                    |       |       |
| 5. Dezember  | Lajos Faluvégi                                 | ungarischer kommunistischer Politiker                                                                       | 75    |       |
| 5. Dezember  | Dieter Feichtner                               | österreichischer Synthesizerspieler und Komponist                                                           | 56    |       |
| 5. Dezember  | Gari Petrowitsch Gawrilow                      | sowjetisch-russischer Mathematiker, Kybernetiker und Hochschullehrer                                        | 64    |       |
| 5. Dezember  | Claudia Huerkamp                               | deutsche Historikerin                                                                                       | 47    |       |
| 5. Dezember  | Nathan Jacobson                                | US-amerikanischer Mathematiker                                                                              | 89    |       |
| 5. Dezember  | Edoardo Martino                                | italienischer Politiker, MdEP                                                                               | 89    |       |
| 5. Dezember  | Bohumil Musil                                  | tschechoslowakischer Fußballspieler und Fußballtrainer                                                      | 77    |       |
| 5. Dezember  | Robert Parris                                  | US-amerikanischer Komponist und Musikpädagoge                                                               | 75    |       |
| 5. Dezember  | Masaru Satō                                    | japanischer Filmkomponist                                                                                   | 71    |       |
| 5. Dezember  | Henriette Sechehaye                            | Schweizer Malerin                                                                                           | 92    |       |
| 6. Dezember  | Paul Bacon                                     | französischer Gewerkschafter und Politiker (MRP), Mitglied der Nationalversammlung                          | 92    |       |
| 6. Dezember  | Sheikh Khalid Hafiz                            | Imam | 61    |       |
| 6. Dezember  | Gwyn Jones                                     | walisischer Schriftsteller                                                                                  | 92    |       |
| 6. Dezember  | Günther Pankoke                                | deutscher Radrennfahrer                                                                                     | 74    |       |
| 6. Dezember  | Tommy Reo                                      | US-amerikanischer Jazz- und Studiomusiker                                                                   |       |       |
| 6. Dezember  | Lotte Thiel                                    | deutsche Dokumentarfilm-Regisseurin                                                                         | 76    |       |
| 7. Dezember  | Kenny Baker                                    | britischer Jazz-Trompeter                                                                                   | 78    |       |
| 7. Dezember  | Radu Drăgoescu                                 | rumänischer Maler und Schachkomponist                                                                       | 85    |       |
| 7. Dezember  | Friedrich Hindrichs                            | deutscher Politiker (SPD), MdL                                                                              | 71    |       |
| 7. Dezember  | Felix William Leakey                           | britischer Romanist und Baudelaire-Spezialist                                                               |       |       |
| 7. Dezember  | Darling Légitimus                              | französische Schauspielerin                                                                                 | 92    |       |
| 7. Dezember  | Hans Löscher                                   | deutscher Sänger, Schauspieler, Conferencier, Gastspieldirektor und Gründer des Verbandes der Rundfunkhörer | 88    |       |
| 7. Dezember  | Alfons Moog                                    | deutscher Fußballspieler                                                                                    | 84    |       |
| 7. Dezember  | Dietrich Schulz-Köhn                           | deutscher Jazz-Experte und Radiomoderator                                                                   | 86    |       |
| 7. Dezember  | George Wilson                                  | US-amerikanischer Comiczeichner                                                                             |       |       |
| 8. Dezember  | Kurt Beaujean                                  | deutscher Geodät und Offizier                                                                               | 71    |       |
| 8. Dezember  | Olivier Kahn                                   | französischer Chemiker                                                                                      | 57    |       |
| 8. Dezember  | Everett Carll Ladd                             | US-amerikanischer Politikwissenschaftler und Meinungsforscher                                               | 62    |       |
| 8. Dezember  | Pupella Maggio                                 | italienische Film- und Theaterschauspielerin                                                                | 89    |       |
| 8. Dezember  | Gustavo Posada Peláez                          | kolumbianischer römisch-katholischer Ordensgeistlicher, Bischof von Istmina-Tadó                            | 82    |       |
| 8. Dezember  | Richard P. Powell                              | US-amerikanischer Schriftsteller                                                                            | 91    |       |
| 8. Dezember  | Günter von Roden                               | deutscher Historiker, Archivar und Stadtarchivdirektor in Duisburg                                          | 86    |       |
| 8. Dezember  | Néstor Togneri                                 | argentinischer Fußballspieler                                                                               | 57    |       |
| 9. Dezember  | Cyrille Emmanuel Benni                         | syrisch-katholischer Geistlicher und Erzbischof von Mossul                                                  | 78    |       |
| 9. Dezember  | Juliane Hund                                   | deutsche Schachspielerin                                                                                    | 71    |       |
| 9. Dezember  | Heinz Küpper                                   | deutscher Sprachwissenschaftler                                                                             | 90    |       |
| 9. Dezember  | Gustav Richter                                 | deutscher Physiker                                                                                          | 88    |       |
| 9. Dezember  | Jakow Anufrijewitsch Rylski                    | sowjetischer Säbelfechter                                                                                   | 71    |       |
| 9. Dezember  | Josef Schatz                                   | österreichischer Politiker (ÖVP), Landtagsabgeordneter im Burgenland                                        | 79    |       |
| 9. Dezember  | Fredrik Zachariasen                            | US-amerikanischer theoretischer Physiker                                                                    |       |       |
| 10. Dezember | David Baumgartner                              | Schweizer Politiker (SP)                                                                                    | 91    |       |
| 10. Dezember | Karl Bollenrath                                | deutscher Dirigent (1932 bis 1990), Begründer der Mehringer Winzerfestspiele (ab 1932)                      | 88    |       |
| 10. Dezember | Rick Danko                                     | kanadischer Musiker                                                                                         | 56    |       |
| 10. Dezember | Alexander Dolezalek                            | deutscher Jurist                                                                                            | 85    |       |
| 10. Dezember | Hans-Georg Geyer                               | deutscher Philosoph und evangelischer Theologe                                                              | 70    |       |
| 10. Dezember | Hanne-Lore Kuhse                               | deutsche Sopranistin                                                                                        | 74    |       |
| 10. Dezember | Franjo Tuđman                                  | kroatischer Präsident                                                                                       | 77    |       |
| 10. Dezember | Paul Zimnol                                    | deutscher Orgelbauer                                                                                        | 78    |       |
| 11. Dezember | Charles Earland                                | US-amerikanischer Jazz-Organist                                                                             | 58    |       |
| 11. Dezember | Enrica Follieri                                | italienische Byzantinistin                                                                                  | 73    |       |
| 11. Dezember | Ed Jones                                       | US-amerikanischer Politiker                                                                                 | 87    |       |
| 11. Dezember | Georg Reif                                     | deutscher Aquarellmaler und Illustrator                                                                     |       |       |
| 11. Dezember | Heinz Schürmann                                | römisch-katholischer Geistlicher und Neutestamentler                                                        | 86    |       |
| 11. Dezember | Harry Wüstenhagen                              | deutscher Schauspieler und Synchronsprecher                                                                 | 71    |       |
| 11. Dezember | Hans Ziegler                                   | deutsch-amerikanischer Raumfahrtpionier                                                                     | 88    |       |
| 12. Dezember | Huelet Benner                                  | US-amerikanischer Sportschütze                                                                              | 82    |       |
| 12. Dezember | Paul Cadmus                                    | US-amerikanischer Maler                                                                                     | 94    |       |
| 12. Dezember | Stane Dolanc                                   | jugoslawischer Politiker                                                                                    | 74    |       |
| 12. Dezember | Joseph Heller                                  | US-amerikanischer Schriftsteller                                                                            | 76    |       |
| 12. Dezember | Eugen Klause                                   | deutscher Kirchenmusiker und Komponist                                                                      | 96    |       |
| 12. Dezember | Marie-Luise Kuhn                               | deutsche Politikerin (SPD), MdL                                                                             | 54    |       |
| 12. Dezember | Charles D. Staffell                            | britischer Spezialeffektkünstler                                                                            | 84    |       |
| 12. Dezember | Alois Stöger                                   | österreichischer Bischof von St. Pölten                                                                     | 95    |       |
| 12. Dezember | Bernard Vernier-Palliez                        | französischer Botschafter                                                                                   | 81    |       |
| 12. Dezember | Johann Zauner                                  | österreichischer Politiker (SPÖ), Landtagsabgeordneter                                                      | 70    |       |
| 13. Dezember | Allen Breed                                    | US-amerikanischer Ingenieur                                                                                 | 72    |       |
| 13. Dezember | Klaus B. Harms                                 | deutscher Journalist und Publizist                                                                          | 53    |       |
| 13. Dezember | Lloyd August Kasten                            | US-amerikanischer Romanist, Hispanist, Lusitanist und Mediävist deutscher Abstammung                        | 94    |       |
| 13. Dezember | Leroy Lowe                                     | US-amerikanischer Schlagzeuger                                                                              | 55    |       |
| 13. Dezember | Valentine Pringle                              | US-amerikanischer Sänger, Schauspieler, Komponist und Schriftsteller                                        | 62    |       |
| 13. Dezember | Manfred Schenk                                 | deutscher Opern- und Konzertsänger                                                                          | 69    |       |
| 13. Dezember | Tarmo Uusivirta                                | finnischer Boxer                                                                                            | 42    |       |
| 13. Dezember | Robert Wagenhoffer                             | US-amerikanischer Eiskunstläufer                                                                            | 39    |       |
| 13. Dezember | Ian Watt                                       | britischer Literaturkritiker, Literaturhistoriker und Hochschullehrer                                       | 82    |       |
| 14. Dezember | Hans Barkhausen                                | deutscher Filmpublizist                                                                                     | 93    |       |
| 14. Dezember | Gré Brouwenstijn                               | niederländische Sopranistin                                                                                 | 84    |       |
| 14. Dezember | Leonhard Heiden                                | deutscher Politiker (SPD)                                                                                   | 80    |       |
| 14. Dezember | Hans Keller                                    | Schweizer Diplomat                                                                                          | 91    |       |
| 14. Dezember | Walt Levinsky                                  | US-amerikanischer Jazz- und Studiomusiker                                                                   | 70    |       |
| 14. Dezember | Robert Schindlbeck                             | deutscher Internist und Standesvertreter                                                                    | 88    |       |
| 14. Dezember | Ingo Schubert                                  | deutscher Arzt, Hochschullehrer und Politiker (CDU), MdL                                                    | 71    |       |
| 15. Dezember | Georges Aeby                                   | Schweizer Fußballspieler                                                                                    | 86    |       |
| 15. Dezember | Rune Andréasson                                | schwedischer Comic-Zeichner und Trickfilmer                                                                 | 74    |       |
| 15. Dezember | Gerhard Audorf                                 | deutscher Leichtathlet und Bauingenieur                                                                     | 72    |       |
| 15. Dezember | Hans Hinzpeter                                 | deutscher Meteorologe                                                                                       | 78    |       |
| 15. Dezember | Dorit Kreysler                                 | österreichische Sängerin und Schauspielerin                                                                 | 90    |       |
| 15. Dezember | Manuel Menéndez                                | argentinischer Geistlicher, Bischof von San Martín                                                          | 84    |       |
| 15. Dezember | Germán Orduna                                  | argentinischer Romanist, Hispanist und Mediävist                                                            | 73    |       |
| 15. Dezember | Wilhelm Reerink                                | deutscher Bergbauwissenschaftler                                                                            | 94    |       |
| 16. Dezember | William D’Arcy                                 | US-amerikanischer Botaniker                                                                                 | 68    |       |
| 16. Dezember | Henry Helstoski                                | US-amerikanischer Politiker                                                                                 | 74    |       |
| 16. Dezember | Vernon Isaac                                   | US-amerikanischer Jazzmusiker                                                                               | 86    |       |
| 16. Dezember | Emmi Kalbitzer                                 | deutsche Politikerin (ISK, SPD), MdHB, Widerstand                                                           | 87    |       |
| 16. Dezember | Patricia Marietje Mawson                       | australische Parasitologin                                                                                  | 84    |       |
| 16. Dezember | Hans von Rosen                                 | deutscher Landwirt, Autor und Rittergutsbesitzer                                                            | 99    |       |
| 17. Dezember | Rex Allen                                      | US-amerikanischer Country-Sänger und Schauspieler                                                           | 78    |       |
| 17. Dezember | Karl-Heinz Berndt-Elbing                       | deutscher Maler                                                                                             | 65    |       |
| 17. Dezember | Paolo Dezza                                    | italienischer Jesuit und Kardinal                                                                           | 98    |       |
| 17. Dezember | François Dyrek                                 | französischer Schauspieler                                                                                  | 66    |       |
| 17. Dezember | Roger Frison-Roche                             | französischer Schriftsteller, Journalist und Abenteurer                                                     | 93    |       |
| 17. Dezember | Jürgen Moser                                   | deutsch-amerikanisch-schweizerischer Mathematiker                                                           | 71    |       |
| 17. Dezember | Leonore Siegele-Wenschkewitz                   | deutsche Kirchenhistorikerin                                                                                | 55    |       |
| 17. Dezember | Grover Washington, Jr.                         | US-amerikanischer Jazz-Saxophonist                                                                          | 56    |       |
| 17. Dezember | C. Vann Woodward                               | US-amerikanischer Neuzeithistoriker                                                                         | 91    |       |
| 17. Dezember | Lilly Zelmanovic                               | US-amerikanische Holocaust-Überlebende                                                                      |       |       |
| 18. Dezember | Robert Bresson                                 | französischer Filmregisseur                                                                                 | 98    |       |
| 18. Dezember | Bernhard Ebert                                 | deutscher Pianist und Hochschullehrer                                                                       | 74    |       |
| 18. Dezember | Francis S. Greenlief                           | US-amerikanischer Offizier, Generalmajor der US Army                                                        | 78    |       |
| 18. Dezember | Juanita Guccione                               | US-amerikanische Malerin                                                                                    | 95    |       |
| 18. Dezember | Joe Higgs                                      | jamaikanischer Reggaemusiker                                                                                | 59    |       |
| 18. Dezember | Tobias Reiser                                  | österreichischer Volksliedforscher und Musiker                                                              | 53    |       |
| 18. Dezember | Hans Ernst Schneider                           | deutscher Literaturwissenschaftler                                                                          | 90    |       |
| 18. Dezember | Bertha Swirles                                 | britische Mathematikerin und Physikerin                                                                     | 96    |       |
| 19. Dezember | Nina Hasvoll                                   | norwegische Psychoanalytikerin                                                                              | 89    |       |
| 19. Dezember | Desmond Llewelyn                               | britischer Schauspieler                                                                                     | 85    |       |
| 19. Dezember | Dennis W. Sciama                               | britischer Physiker und Hochschullehrer                                                                     | 73    |       |
| 19. Dezember | Hans Wiltschek                                 | österreichischer Boxer                                                                                      | 88    |       |
| 20. Dezember | Giorgio Ansoldi                                | italienischer Filmschaffender                                                                               | 86    |       |
| 20. Dezember | Erich Arp                                      | deutscher Politiker (SPD), MdL und Minister in Schleswig-Holstein, MdHB                                     | 89    |       |
| 20. Dezember | Manuel Berenguer                               | spanischer Kameramann                                                                                       | 86    |       |
| 20. Dezember | Riccardo Freda                                 | italienischer Filmregisseur und Drehbuchautor                                                               | 90    |       |
| 20. Dezember | Carin Nilsson                                  | schwedische Schwimmerin                                                                                     | 95    |       |
| 20. Dezember | Irving Rapper                                  | englischer Filmregisseur                                                                                    | 101   |       |
| 20. Dezember | Manuel Rueda                                   | dominikanischer Schriftsteller und Pianist                                                                  | 78    |       |
| 20. Dezember | Hank Snow                                      | kanadischer Countrysänger                                                                                   | 85    |       |
| 20. Dezember | Hilde Zaloscer                                 | österreichische Kunsthistorikerin und Koptologin                                                            | 96    |       |
| 21. Dezember | Walter Marti                                   | Schweizer Dokumentarfilmer                                                                                  | 76    |       |
| 21. Dezember | Frank Stanley                                  | US-amerikanischer Kameramann                                                                                | 77    |       |
| 22. Dezember | Wolf Appel                                     | deutscher Opernsänger in der Stimmlage Tenor                                                                | 57    |       |
| 22. Dezember | Hans Frankenthal                               | Überlebender des Holocaust                                                                                  | 73    |       |
| 22. Dezember | Hans Grebe                                     | deutscher Internist, Rassenhygieniker und Sportarzt                                                         | 86    |       |
| 22. Dezember | John M. Haynes                                 | Pionier der Mediation                                                                                       | 67    |       |
| 22. Dezember | Edward John Herrmann                           | US-amerikanischer Geistlicher und römisch-katholischer Bischof von Columbus                                 | 86    |       |
| 22. Dezember | Tamara Lees                                    | britische Schauspielerin                                                                                    | 75    |       |
| 22. Dezember | Benny Quick                                    | deutscher Popsänger                                                                                         | 55    |       |
| 22. Dezember | Joachim Schweppe                               | deutscher Komponist und Kirchenmusiker                                                                      | 73    |       |
| 23. Dezember | José Brandão de Castro                         | brasilianischer Ordensgeistlicher, Bischof von Propriá                                                      | 80    |       |
| 23. Dezember | Martin Charteris, Baron Charteris of Amisfield | britischer Offizier und Privatsekretär von Queen Elisabeth II.                                              | 86    |       |
| 23. Dezember | John Paton Davies                              | US-amerikanischer Diplomat                                                                                  | 91    |       |
| 23. Dezember | Wallace Diestelmeyer                           | kanadischer Eiskunstläufer                                                                                  | 73    |       |
| 23. Dezember | Silvio Gava                                    | italienischer Politiker                                                                                     | 98    |       |
| 23. Dezember | Miroslav Ivanov                                | tschechischer Historiker und Publizist                                                                      | 70    |       |
| 23. Dezember | Marcel Landowski                               | französischer Komponist und Kulturpolitiker                                                                 | 84    |       |
| 23. Dezember | Werner Ruhner                                  | deutscher Illustrator                                                                                       | 77    |       |
| 23. Dezember | Wilhelm Silvanus                               | deutscher Volkswirt und Politiker (CDU, SPD), MdL Saarland                                                  | 72    |       |
| 23. Dezember | Eirene White, Baroness White                   | britische Journalistin und Politikerin (Labour Party), Mitglied des House of Commons                        | 90    |       |
| 24. Dezember | Peter Boroffka                                 | deutscher Politiker (CDU), MdA, MdB                                                                         | 67    |       |
| 24. Dezember | Maurice Couve de Murville                      | französischer Politiker, Mitglied der Nationalversammlung                                                   | 92    |       |
| 24. Dezember | Billy Davenport                                | US-amerikanischer Schlagzeuger                                                                              | 68    |       |
| 24. Dezember | João Baptista de Oliveira Figueiredo           | brasilianischer Politiker, Präsident Brasiliens (1979–1985)                                                 | 81    |       |
| 24. Dezember | Rainald Fischer                                | Schweizer Ordenspriester und Historiker                                                                     | 78    |       |
| 24. Dezember | Ned Herrmann                                   | US-amerikanischer Kreativitätsforscher                                                                      |       |       |
| 24. Dezember | C. Frederick Koelsch                           | US-amerikanischer Chemiker                                                                                  | 92    |       |
| 24. Dezember | Josef Neuhaus                                  | deutscher Bildhauer                                                                                         | 76    |       |
| 24. Dezember | Dietrich Stahl                                 | deutscher Schauspieler                                                                                      |       |       |
| 24. Dezember | Grete Stern                                    | deutsch-argentinische Fotografin                                                                            | 95    |       |
| 25. Dezember | Atsuko Azuma                                   | japanische Sopranistin                                                                                      | 60    |       |
| 25. Dezember | Bill Bowerman                                  | US-amerikanischer Leichtathletiktrainer                                                                     | 88    |       |
| 25. Dezember | Nora Herz                                      | deutsch-britische Keramikerin                                                                               | 93    |       |
| 25. Dezember | Arne Ileby                                     | norwegischer Fußballspieler                                                                                 | 86    |       |
| 25. Dezember | Peter Jeffrey                                  | britischer TV- und Filmschauspieler                                                                         | 70    |       |
| 25. Dezember | Gunther Kohlmey                                | deutscher Ökonom, Wirtschaftswissenschaftler der DDR                                                        | 86    |       |
| 25. Dezember | Zully Moreno                                   | argentinische Schauspielerin                                                                                | 79    |       |
| 25. Dezember | Helmut Pleß                                    | deutscher Journalist                                                                                        | 81    |       |
| 25. Dezember | Gottfried Schüler                              | deutscher Künstler                                                                                          | 76    |       |
| 25. Dezember | Betty J. Sullivan                              | US-amerikanische Biochemikerin                                                                              | 97    |       |
| 26. Dezember | Vitold Belevitch                               | belgischer Mathematiker und Elektroingenieur                                                                | 78    |       |
| 26. Dezember | Hans Böhm                                      | deutscher Musikkritiker und Publizist                                                                       | 90    |       |
| 26. Dezember | Jean-Claude Daunat                             | französischer Radrennfahrer                                                                                 | 54    |       |
| 26. Dezember | Heinz Gollwitzer                               | deutscher Historiker                                                                                        | 82    |       |
| 26. Dezember | Edvige Livello                                 | italienische Schriftstellerin                                                                               | 98    |       |
| 26. Dezember | Curtis Mayfield                                | US-amerikanischer Soul-Musiker und Songwriter                                                               | 57    |       |
| 26. Dezember | Shankar Dayal Sharma                           | indischer Politiker und Staatspräsident                                                                     | 81    |       |
| 27. Dezember | Henri Cottez                                   | französischer Hellenist, Romanist, Dichter und Lexikograf                                                   |       |       |
| 27. Dezember | Hans Peter Doll                                | deutscher Dramaturg                                                                                         | 74    |       |
| 27. Dezember | David Duncan                                   | US-amerikanischer Drehbuchautor                                                                             | 86    |       |
| 27. Dezember | Heinz Fröhlich                                 | deutscher Fußballspieler                                                                                    | 73    |       |
| 27. Dezember | Hans Georg Gundel                              | deutscher Althistoriker                                                                                     | 87    |       |
| 27. Dezember | Kurt Jaggberg                                  | österreichischer Schauspieler                                                                               | 77    |       |
| 27. Dezember | Gerhard Koch                                   | deutscher Neurologe und Genetiker                                                                           | 86    |       |
| 27. Dezember | Horst Matthai Quelle                           | deutscher Philosoph                                                                                         | 87    |       |
| 27. Dezember | Michael McDowell                               | US-amerikanischer Schriftsteller und Drehbuchautor aus dem Bereich der Horrorliteratur und des Horrorfilms  | 49    |       |
| 27. Dezember | Peter Neufert                                  | deutscher Architekt                                                                                         | 74    |       |
| 28. Dezember | Lee R. Bobker                                  | US-amerikanischer Regisseur, Drehbuchautor und Produzent                                                    | 74    |       |
| 28. Dezember | Joachim Böhmer                                 | deutscher Ruderer                                                                                           | 59    |       |
| 28. Dezember | Helen Boughton-Leigh                           | britisch-amerikanische Skirennläuferin                                                                      | 93    |       |
| 28. Dezember | Franco Castellano                              | italienischer Drehbuchautor und Regisseur                                                                   | 74    |       |
| 28. Dezember | Pierre Clémenti                                | französischer Schauspieler                                                                                  | 57    |       |
| 28. Dezember | Louis Féraud                                   | französischer Modeschöpfer und Maler                                                                        | 79    |       |
| 28. Dezember | Martin Flossmann                               | österreichischer Schauspieler, Theaterautor und Kabarettist                                                 | 62    |       |
| 28. Dezember | Hubert Gomerski                                | deutscher SS-Unterscharführer – beteiligt an der „Aktion T4“ und der „Aktion Reinhardt“                     | 88    |       |
| 28. Dezember | Michael Kenny                                  | britischer Bildhauer und Zeichner                                                                           | 58    |       |
| 28. Dezember | Clayton Moore                                  | US-amerikanischer Schauspieler                                                                              | 85    |       |
| 28. Dezember | Bruno Wechner                                  | österreichischer Bischof                                                                                    | 91    |       |
| 29. Dezember | Ewan Douglas                                   | britischer Hammerwerfer                                                                                     | 77    |       |
| 29. Dezember | Betty Gosau                                    | deutsche Politikerin (CDU), MdHB                                                                            | 90    |       |
| 29. Dezember | Leopold Gotthilf                               | deutscher Offizier, zuletzt Generalmajor                                                                    | 81    |       |
| 29. Dezember | Robert Hoffstetter                             | französischer Paläontologe                                                                                  | 91    |       |
| 29. Dezember | Leon Radzinowicz                               | britischer Kriminologe polnischer Herkunft                                                                  | 93    |       |
| 29. Dezember | Wilhelm Rau                                    | deutscher Indologe                                                                                          | 77    |       |
| 29. Dezember | Teddy H. Sanford                               | US-amerikanischer Offizier, Generalmajor der US-Army                                                        | 91    |       |
| 29. Dezember | Paulus Skopp                                   | deutscher Wirtschaftslehrer und Politiker (SPD), MdL                                                        | 94    |       |
| 29. Dezember | Sidney Udenfriend                              | US-amerikanischer Biochemiker und Pharmakologe                                                              | 81    |       |
| 29. Dezember | Gerard Veringa                                 | niederländischer Politiker (KVP und CDA)                                                                    | 75    |       |
| 30. Dezember | Peter Caesar                                   | deutscher Politiker (FDP)                                                                                   | 60    |       |
| 30. Dezember | Dorotej Filip                                  | tschechischer Bischof, Metropolit von Prag, der tschechischen Länder und der Slowakei                       | 86    |       |
| 30. Dezember | Sarah Knauss                                   | US-amerikanische Altersrekordlerin                                                                          | 119   |       |
| 30. Dezember | Fritz Leonhardt                                | deutscher Bauingenieur von Brücken und Fernsehtürmen                                                        | 90    |       |
| 30. Dezember | Louis Michel                                   | französischer Physiker                                                                                      | 76    |       |
| 30. Dezember | René Rebetez                                   | kolumbianischer Schriftsteller                                                                              |       |       |
| 30. Dezember | Boris Moissejewitsch Rudjak                    | sowjetischer Marxismusforscher                                                                              | 76    |       |
| 30. Dezember | La Vern E. Weber                               | US-amerikanischer Offizier, Generalleutnant der US-Army                                                     | 76    |       |
| 30. Dezember | Wilhelm Weber                                  | deutscher Kunsthistoriker                                                                                   | 81    |       |
| 30. Dezember | Fred Weyrich                                   | deutscher Musikproduzent                                                                                    | 78    |       |
| 31. Dezember | Ferdinand Finne                                | norwegischer Maler, Grafiker, Theaterdekorateur und Schriftsteller                                          | 89    |       |
| 31. Dezember | Kurt Hirsch                                    | österreichischer Publizist                                                                                  | 86    |       |
| 31. Dezember | William Hughes, Baron Hughes                   | britischer Politiker                                                                                        | 88    |       |
| 31. Dezember | Walter Mauder                                  | deutscher Maler                                                                                             | 86    |       |
| 31. Dezember | Elliot L. Richardson                           | US-amerikanischer Jurist, Diplomat und Politiker                                                            | 79    |       |
| 31. Dezember | Victor José Silveira                           | brasilianischer Diplomat                                                                                    | 76    |       |
| Dezember     | Raymond Belle                                  | französischer Soldat und Feuerwehrmann                                                                      | 60    |       |
| Dezember     | Kurt Farbowsky                                 | österreichischer Diplomat                                                                                   | 88    |       |
| Dezember     | Nanette Lehmann                                | deutsche Künstlerin                                                                                         | 79    |       |
| Dezember     | Peter F. Schneider                             | deutscher Fotograf, Regisseur, Produzent und Filmemacher                                                    | 57    |       |
| Dezember     | Klaus Sommer                                   | deutscher Schlagersänger                                                                                    |       |       |
| Dezember     | Benito Stefanelli                              | italienischer Schauspieler und Stuntman                                                                     | 70    |       |